# Gueto de Łódź

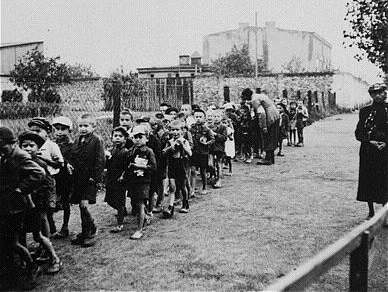
Crianças sendo deportadas de Łódź.

Gueto de Łódź, Gueto de Litzmannstadt foi, após o Gueto de Varsóvia, o segundo maior gueto estabelecido para judeus e ciganos na Polônia sob ocupação nazista.
Situado na cidade de Łódź e originalmente planejado como um ponto de reunião de judeus, o gueto acabou transformado em um expressivo centro industrial, fornecendo suprimentos essenciais para o esforço de guerra da Alemanha, em especial para a Wehrmacht. A cidade de Łódź foi renomeada para Litzmannstadt. Devido a sua notável produtividade, o Gueto de Łódź foi capaz de perseverar até agosto de 1944, quando a população remanescente foi transportada para Auschwitz, sendo o último gueto na Polônia a ser liquidado.
Devido à sua notável produtividade, o gueto conseguiu sobreviver até agosto de 1944. Nos primeiros dois anos, absorveu quase 20 000 judeus dos guetos liquidados nas cidades e aldeias vizinhas da Polônia, bem como 20 000 a mais do restante da Alemanha. Europa ocupada. Após a onda de deportações para o campo de extermínio de Chełmno no início de 1942, e apesar de uma reversão de fortuna, os alemães persistiram em erradicar o gueto: transportaram a população restante para campos de extermínio de Auschwitz e Chełmno. onde a maioria foi assassinada na chegada. Foi o último gueto na Polônia ocupada a ser liquidado. Um total de 68 000 judeus passaram por ele; mas apenas 877 permaneceram escondidos quando os soviéticos chegaram. Cerca de 10 000 moradores judeus de Łódź, que moravam lá antes da invasão da Polônia, sobreviveram ao Holocausto em outros lugares.

## Prisioneiros
- Georg John -  um ator de teatro e cinema alemão
- Heda Kovály - uma escritora da República Tcheca
- Jack Tramiel - um empresário polonês-americano